# Nils Opdahl
Nils Opdahl (Bergen, 1882. november 16. – Bergen, 1951. december 28.) olimpiai bajnok norvég tornász.
Az 1912. évi nyári olimpiai játékokon indult tornában és csapat összetettben szabadon választott szerekkel olimpiai bajnok lett.
Testvére, Jacob Opdahl vele együtt lett olimpiai bajnok.
Klubcsapata a Bergens TF volt.